# Daridna introducens
Daridna introducens är en insektsart som beskrevs av Walker 1858. Daridna introducens ingår i släktet Daridna och familjen Dictyopharidae. Inga underarter finns listade i Catalogue of Life.